# Франц Цілльбауер
Франц Цілльбауер (нім. Franz Zillbauer) — австрійський футболіст, що грав на позиції нападника. Виступав у складі клубів «Зіммерингер», «Ваккер» і «Ферст Вієнна». Володар Кубка Австрії в складі «Вієнни».

## Клубна кар'єра
Виступав в клубі вищої ліги «Зіммерингер», де демонстрував непогану результативність. В 1926 році разом з командою став бронзовим призером чемпіонату Австрії. Цей найвище досягнення клубу в історії виступів в національній першості. 
В сезоні 1928/1929 році став гравцем клубу «Ваккер» (Відень), але посеред сезону перебрався в «Вієнну». У 14 матчах першості забив 1 гол. «Вієнна» стала лише сьомою у чемпіонаті, але вперше у своїй історії здобула кубок Австрії. В кубку на рахунку Цільбауера 4 матчі і 2 голи . У фінальній грі «Вієнна» перемогла «Рапід» з рахунком 3:2. Завдяки перемозі у кубку Австрії клуб дебютував у кубку Мітропи влітку 1929 року. В чвертьфіналі «Вієнна» несподівано впевнено перемогла в гостях чемпіона Угорщини «Хунгарію» з рахунком 4:1, а також вдома з рахунком 1:0, завдяки голу Гшвайдля. У півфіналі «Вієнна» поступилась за сумою двох матчів чемпіону Чехословаччини «Славії» — 3:2, 2:4.
У 1930 році «Вієнна» посіла третє місце у чемпіонаті і вдруге поспіль перемогла у національному кубку. Щоправда, Цілльауер у кубку країни жодного матчу не зіграв, а у національній першості на його рахунку 5 поєдинків і 1 забитий м'яч.

## Статистика виступів

### Статистика виступів у кубку Мітропи
| №                      | Розіграш               | Стадія                 | Дата та місце проведення | Команда 1              | Рахунок | Команда 2           | Голи |
| ---------------------- | ---------------------- | ---------------------- | ------------------------ | ---------------------- | ------- | ------------------- | ---- |
| 1                      | 1929                   | 1/4                    | 23.06.1929 Будапешт      | Хунгарія (Будапешт)    | 1:4     | Ферст Вієнна        |      |
| 2                      | 1929                   | 1/4                    | 07.07.1929 Відень        | Ферст Вієнна           | 1:0     | Хунгарія (Будапешт) |      |
| 3                      | 1929                   | 1/2                    | 18.08.1929 Відень        | Ферст Вієнна           | 3:2     | Славія (Прага)      |      |
| 4                      | 1929                   | 1/2                    | 28.08.1929 Прага         | Славія (Прага)         | 4:2     | Ферст Вієнна        |      |
| Всього у кубку Мітропи | Всього у кубку Мітропи | Всього у кубку Мітропи | Всього у кубку Мітропи   | Всього у кубку Мітропи | 4       |                     | 0    |

## Титули і досягнення
- Володар Кубка Австрії (1):

«Вієнна» (Відень): 1929
- Бронзовий призер чемпіонату Австрії (2):

«Зіммерингер» (Відень): 1926
«Вієнна» (Відень): 1930